# Pheidole asperata
Pheidole asperata är en myrart som beskrevs av Carlo Emery 1895. Pheidole asperata ingår i släktet Pheidole och familjen myror. Inga underarter finns listade i Catalogue of Life.